# Championnat d'Europe des voitures de sport
Le Championnat d'Europe des voitures de sport (European Sportscar Championship en anglais) est une compétition automobile européenne de voitures de sport qui s'est tenue entre 1970 et 1983. Créé sous le nom de European 2-Litre Championship en 1970, cette compétition était destinée aux sport-prototypes mais autorisait la présence de voitures de grand tourisme.
En 1975, le championnat a été annulé après deux courses. Les deux saisons suivantes 1976 et 1977, il est intégré au nouveau Championnat du monde des voitures de sport réservé aux voitures ouvertes. En 1978, les sport-prototypes groupe 6 sont exclus du championnat du monde et sont uniquement acceptés dans le championnat d'Europe mais cette compétition n'est pas renouvelée par la suite.

## Palmarès
Les palmarès fait apparaître quelques grands noms du sport automobile de l'époque comme Joakim Bonnier, Helmut Marko, Reinhold Joest ou Bob Wollek,...
| Année | Nom de la compétition           | Constructeur   | Pilotes                                  |
| ----- | ------------------------------- | -------------- | ---------------------------------------- |
| 1970  | European 2-Litre Championship   | Chevron        | Jo Bonnier                               |
| 1971  | European 2-Litre Championship   | Lola           | Helmut Marko                             |
| 1972  | European 2-Litre Championship   | Abarth-Osella  | Arturo Merzario                          |
| 1973  | European 2-Litre Championship   | Lola           | Chris Craft                              |
| 1974  | European 2-Litre Championship   | Alpine Renault | Alain Serpaggi                           |
| 1975  | European 2-Litre Championship   | TOJ            | Chris Skeaping                           |
| 1978  | European Sportscar Championship |                | Reinhold Joest (Class 1) Gimax (Class 2) |
| 1983  | European Endurance Championship |                | Bob Wollek                               |